# ماوريسيو موريرا
ماوريسيو موريرا (بالإسبانية: Mauricio Moreira)‏ (و. 1995  م) هو راكب دراجة هوائية أوروغوياني، ولد في سالتو.

## سباقات أو مراحل فاز بها
| التاريخ       | السباق                            | المركز                  |
| ------------- | --------------------------------- | ----------------------- |
| 21 أبريل 2019 | طواف تركيا الرئاسي 2019           | الثامن في تصنيف الجبال  |
| 09 يونيو 2019 | بوكليس دي لا مايين 2019           | المركز الثاني           |
| 27 يونيو 2021 | فولتا الينتيخو 2021               | الفائز في التصنيف العام |
| 29 يوليو 2021 | فولتا كاستيلا ليون 2021           | المركز الثالث           |
| 15 أغسطس 2021 | فولتا البرتغال 2021               | المركز الثاني           |
| 15 أغسطس 2022 | فولتا البرتغال 2022               | الفائز في التصنيف العام |
| 26 مارس 2023  | فولتا الينتيخو 2023               | الثاني في تصنيف الجبال  |
| 16 يوليو 2023 | 2023 Troféu Joaquim Agostinho     | الفائز في التصنيف العام |
| 05 مايو 2024  | 2024 GP Beiras e Serra da Estrela | المركز الثالث           |

## روابط خارجية
- ماوريسيو موريرا على موقع الاتحاد الدولي للدراجات (الإنجليزية)
- ماوريسيو موريرا على موقع أرشيف الدراجات (الإنجليزية)
- ماوريسيو موريرا على موقع إحصائيات الدراجات الإحترافية (الإنجليزية)
- ماوريسيو موريرا على موقع نسبة الدراجات (الإنجليزية)